# Love of Lesbian
Love of Lesbian es un grupo español de indie rock e indie pop formado en San Vicente dels Horts, Barcelona en otoño de 1997. En sus primeros años, la formación original del grupo estaba formada por el vocalista, guitarrista y teclista Santi Balmes, el guitarrista Jordi Roig, el bajista Joan Ramón Planell, y el baterista Oriol Bonet. A partir de 2005 con Maniobras de escapismo, el guitarrista Julián Saldarriaga, que ya trabajaba para la banda como roadie y músico contratado, se convirtió en el quinto miembro oficial del grupo. En octubre de 2017, el grupo anunció que Planell abandonaría el grupo, y que el productor de la banda desde Ungravity, Ricky Falkner, ejercería de bajista para la banda desde ese momento como miembro de apoyo.

## Carrera profesional

### Formación e inicios en inglés:Microscopic Movies,Is It Fiction?yUngravity(1997-2004)
En 1997, cuando solo llevaban unos días tocando, mandaron su maqueta a un concurso de la revista Ruta 66, donde quedaron en segunda posición. Esto les permitió grabar en estudio y actuar en la final del concurso, que tuvo lugar en la sala Magic de Barcelona. En el año 1998 llegaron a la final del concurso Villa de Bilbao y tocaron en algunos festivales nacionales, como el Doctor Music y el BAM. En sus inicios cantaban en inglés, idioma con el que publicaron 3 discos: Microscopic Movies (1999) con Pussycats Record, It is Fiction? (2002) con Rock K y Ungravity (2003), bajo el sello francés Naïve.
En diferentes entrevistas, el grupo considera los inicios en inglés como un "error" o una "temporada de aprendizaje", y explica el cambio como una manera de autoafirmación. Un momento importante de esta etapa fue la posibilidad de actuar como teloneros de The Cure durante el Dream Tour 2000.

### Cambio al español y éxito:Maniobras de escapismoy paso al español (2005-2008)
En 2005, el grupo incorporó a su formación al guitarrista Julián Saldarriaga. Maniobras de escapismo fue el primer trabajo interpretado totalmente en español. Este álbum recibió buenas críticas de los medios y les llevó a festivales como el Festival Internacional de Benicasim o el Popkomm de Berlín.
Con Cuentos chinos para niños del Japón (2007) recibieron el premio al mejor disco por parte de Mondosonoro y realizaron una pequeña gira de presentación por Estados Unidos, en la que tocaron en el South by Southwest de Austin (Texas) en 2008.
La Televisión Autonómica Catalana, con el apoyo de El Terrat, seleccionó al grupo para hacer la banda sonora del programa Divendres, presentado por Xavier Coral y Espartac Peran.

### Salto al mainstream y consolidación:1999yLa noche eterna. Los días no vividos(2009-2015)

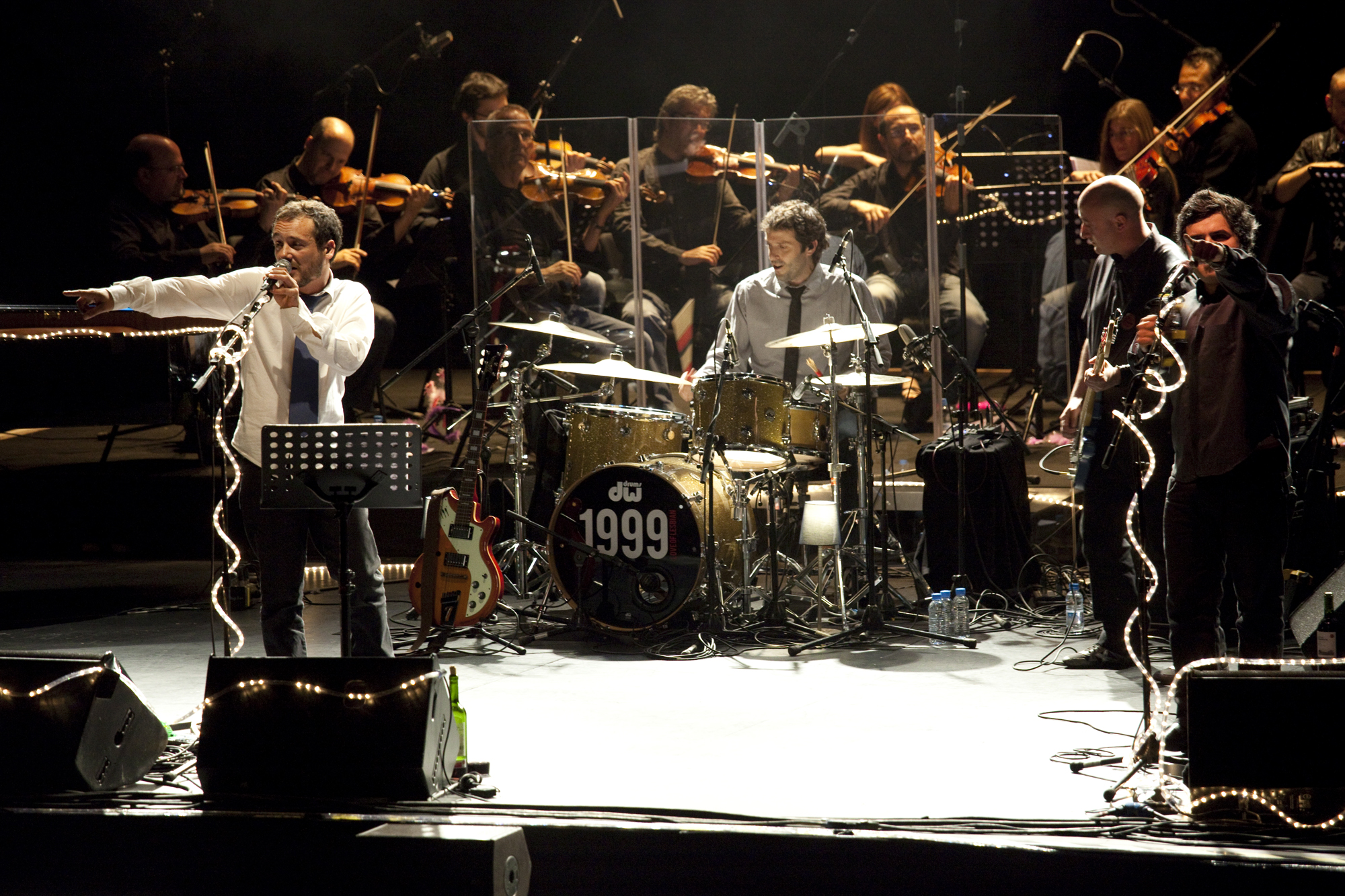
Concierto en 2010 en San Cugat del Vallés

En marzo de 2009 publican un nuevo álbum, 1999 (o Cómo generar incendios de nieve con una lupa enfocando a la Luna), disco que supuso un antes y un después en la trayectoria de la banda. Fue publicado bajo el sello de Music Bus y Warner Music Spain y contó con la colaboración de la cantante Zahara en algunos temas. Durante su primera semana a la venta, el álbum entró al número 33 de la lista oficial de ventas en España (lista Promusicae) y gracias a este trabajo el grupo recibió el reconocimiento de distintos medios, entre las que destaca la revista Rolling Stone, que en 2010 les otorgó los galardones de "Grupo del Año" y "Gira del Año". Tanto en 2010 como en 2011 recibieron en premio Enderrock de la música catalana como "Mejor Artista Catalán en Otras Lenguas".
Con este trabajo, estuvieron más de dos años de gira por toda España. Durante el verano de 2010, Love of Lesbian fue cabeza de cartel de numerosos festivales españoles. La gira finalizó en febrero de 2011 con cuatro fechas consecutivas en Joy Eslava (Madrid) y tres en Razzmatazz (Barcelona) donde se agotaron las entradas. También tocaron en la sala Scala de Londres y, por primera vez, en Hispanoamérica, en el festival Ciudad Emergente de Buenos Aires. Tras la gira, comenzaron a dar algunos conciertos en formato acústico en algunas ciudades españolas pero solo se pudo ver al grupo al completo en contados festivales durante el verano.
En mayo de 2012 se les hizo entrega de un disco de oro por superar las 20 000 copias vendidas de 1999 (o Cómo generar incendios de nieve con una lupa enfocando a la Luna).
La noche eterna. Los días no vividos,es el séptimo álbum de estudio de este grupo catalán. Se trata de un álbum doble formado por 18 temas del que en abril de 2012 se adelantaron tres: "Wio", "Los seres únicos" y "El hambre invisible" que alcanzaron los primeros puestos de ventas en plataformas como iTunes. El disco se centra en la noche y el anonimato dentro de una gran ciudad. La primera parte cuenta todo lo que se puede llegar a vivir durante la noche, la otra, todo lo que se deja de hacer por vivir la noche. Pequeñas historias que transcurren entre el ocaso y la madrugada. Seres anónimos y noctámbulos que mezclan realidad y ficción, que se mueven entre la crudeza y el humor. El disco se publicó el 22 de mayo con el sello de Warner Music Spain y Music Bus.[cita requerida]
Su creciente popularidad los llevó a emprender la gira "La noche eterna 2013", por varias ciudades de España y Londres en noviembre de 2013, así como a realizar una segunda visita a Hispanoamérica, en esta ocasión a México, donde celebraron tres presentaciones durante el mes de marzo, una de ellas en el festival Vive Latino 2013.
La gira "Eterna" duró dos años. En marzo de 2014 dieron tres conciertos en la sala La Riviera de Madrid, agotando las entradas, los días 20, 21 y 22. El día anterior al primer concierto de la sala la Riviera, el miércoles 19 de marzo, dieron una rueda de prensa en el FNAC de Callao donde les entregaron el disco de oro por su La noche eterna. Los días no vividos. También anunciaron su participación en el "San Festival de Gandía" y ofrecieron en primicia el nuevo vídeo de su tema "Pizzigatos". Anunciaron que los tres nuevos temas que habían creado durante el invierno del 2013-14 verían la luz en breve en forma de vinilo aprovechando el "día de los vinilos 2014". En Barcelona los días 10,11 y 12 de abril de 2014 dieron los tres últimos conciertos de su "Gira Eterna".
En verano de 2014 comenzaron una gira por festivales. Durante el otoño y el invierno de 2014 Love of Lesbian inició un proyecto llamado M&M o E&E en el que se dieron la mano teatro y música. Sus canciones más íntimas e hirientes. "La música como espejo de tu realidad, o la música como creadora de espejismos donde refugiarse. Una dualidad que muchas veces se confunde en una misma melodía y un mismo verso". Guillem Albà creó un mundo mágico con cajas de cartón en las que se leían algunos de los títulos de los temas del grupo, ``Luces y sombras´´, ``Títeres´´, seres que se entremezclaron con la voz de Santi Balmes, Julián Saldarriaga y su música. Efectos especiales que provocaron ese mundo de "Alicia en el país de las Maravillas". Espejos y Espejismos comenzó el 11 de octubre de 2014 en el teatro Auditori de San Cugat y siguió por teatros y auditorios hasta diciembre.
A finales de febrero de 2014, Love of Lesbian entraron al estudio para grabar tres nuevos temas. Antes de su lanzamiento al mercado, estos temas los escucharon en primicia los asistentes a los tres conciertos de Barcelona en la sala Razzmatazz que se celebraron el 10, 11 y 12 de abril de 2014. Estos tres temas nuevos se llamaron Manifiesto delirista, Víctimas del porno (a tu laíto) y Mal español, el segundo de ellos con la colaboración de La Pegatina. Se pusieron a la venta exclusivamente en los portales digitales el día 13 de mayo de 2014. A pesar de que el grupo los engloba como un EP llamado Nouvelle Cuisine Caníbal, en los portales digitales las tres canciones aparecen por separado.

### Actualidad:El poeta Halley,V.E.H.N. (Viaje épico hacia la nada)yEjército de salvación(2016-presente)
Su disco El poeta Halley, en el que colaboró Joan Manuel Serrat, fue disco de oro tras vender más de 20.000 copias. El grupo participa con Los 40 en #Los40BasicoOpelCorsa que se celebró el 6 de junio. Las entradas para este concierto fueron vendidas en cuestión de horas. Aparte de su gira por España y México también han participado en el Festival de Música Sonidos Líquidos en Lanzarote.
Su trabajo con Warner Music Spain, vio la luz el 16 de abril de 2021. El noveno álbum de estudio, titulado V.E.H.N. acrónimo de Viaje épico hacia la nada debutó en el puesto número 1 en las listas españolas convirtiéndose así en la tercera vez consecutiva para un álbum de estudio del grupo. En noviembre de 2022, el disco obtuvo el cuarto disco de oro para la banda tras superar las 20.000 copias vendidas.
El 27 de marzo de 2021, iniciaron la gira en apoyo del nuevo álbum. El grupo fue pionero en dar conciertos multitudinarios sin distancia de seguridad tras acabar la pandemia de COVID-19.  La gira comenzó en el Palau Sant Jordi, en Barcelona, reuniendo a más de 5.000 personas; y tras más de dos años, la gira finalizó en noviembre de 2023 en el Wizink Center de Madrid, con más de 17.000 entradas vendidas.
El 30 de octubre de 2023, el grupo anunció su décimo álbum de estudio, el cual ya había finalizado su proceso de grabación, y en el cual la mitad de las canciones serían colaboraciones con otros artistas. Durante el último concierto de la gira de V.E.H.N. en el Wizink Center, Balmes anunció que una de las colaboraciones del disco sería con Leiva, quien había cantado "Incendios de nieve" junto con el grupo como el artista invitado de dicho concierto. El 25 de abril de 2024, anunciaron su décimo álbum de estudio, con once nuevas canciones y que será publicado el 11 de octubre de ese año. Al día siguiente, el 26 de abril de 2024, el grupo sacó el primer sencillo del álbum, "Contradicción, el cual cuenta con la colaboración de la cantautora Rigoberta Bandini. Ese mismo día, el grupo confirmó que el álbum se llamaría Ejército de salvación.

## Otros proyectos
Además de realizar sus álbumes y conciertos, Love of Lesbian participan también de forma paralela en diferentes proyectos. En el año 2009, colaboraron con la organización solidaria Supernanas, con la canción "Nanay" e interpretaron "Verge Albina" para el disco tributo Més raons de pes. El tribut a Umpah-pah. En 2010 se publica El alpinista de los sueños, disco tributo a Antonio Vega, así como "Incondicional", que fue banda sonora del Campeonato Europeo de Atletismo de 2010, celebrado en Barcelona.
En abril de 2010 llevaron a cabo un proyecto conjunto con Camon en el que pretendían citar a 1999 fanes para que acudieran a la sala La Riviera (Madrid) provistos de sus guitarras para tocar varias canciones de forma simultánea. Para ello habilitaron una 'sala de ensayo virtual' donde subieron tutoriales en video y partituras de los temas elegidos con el fin de que todos pudiesen prepararse las canciones antes de la fecha seleccionada. El resultado fue una sala llena de personas procedentes de toda España equipados con todo tipo de instrumentos, desde guitarras a melódicas pasando por ukeleles y violines. Una vez más, el grupo fue pionero en un proyecto que más tarde volvería a llevarse a cabo, esta vez con Iván Ferreiro.
En el verano de 2013 participaron en el anuncio para televisión de la cerveza Estrella Damm, en el cual presentaban su nueva canción "Fantastic Shine" como banda sonora. En el anuncio se presentaba a un grupo de amigos en torno a una paella en un ambiente típicamente mediterráneo sin identificar, aunque realmente era el grupo el que preparaba la paella.
El 8 de enero de 2022, Love of Lesbian participó en el concierto solidario Más fuertes que el volcán, el cual fue organizado por Radio Televisión Española con el fin de recaudar fondos para los damnificados por la erupción volcánica de La Palma de 2021.

## Discografía

### Álbumes de estudio
| Año  | Título                                                                    | Discográfica       |
| ---- | ------------------------------------------------------------------------- | ------------------ |
| 1999 | Microscopic Movies                                                        | Pussycats Records  |
| 2002 | Is It Fiction?                                                            | Rock K             |
| 2003 | Ungravity                                                                 | Naïve Records      |
| 2005 | Maniobras de escapismo                                                    | Naïve Records      |
| 2007 | Cuentos chinos para niños del Japón                                       | Naïve Records      |
| 2009 | 1999 (o cómo generar incendios de nieve con una lupa enfocando a la Luna) | Music Bus          |
| 2012 | La noche eterna. Los días no vividos                                      | Music Bus          |
| 2016 | El poeta Halley                                                           | Warner Music Spain |
| 2021 | V.E.H.N. (Viaje épico hacia la nada)                                      | Warner Music Spain |
| 2024 | Ejército de salvación                                                     | Warner Music Spain |

### Otros álbumes
| Año  | Título                                                                                              | Tipo                | Discográfica       |
| ---- | --------------------------------------------------------------------------------------------------- | ------------------- | ------------------ |
| 2000 | Adiction for Fiction                                                                                | EP                  | Pussycats Records  |
| 2010 | Maniobras en Japón (o cómo llevarte a casa dos discos de Love Of Lesbian a precio de colmado chino) | Álbum recopilatorio | Naïve Records      |
| 2011 | John Boy                                                                                            | EP de remixes       | Music Bus          |
| 2011 | Últimos días de 1999: Aquellas noches de incendio                                                   | Edición especial    | Music Bus          |
| 2014 | Nouvelle Cuisine Caníbal                                                                            | EP                  | Music Bus          |
| 2017 | Nouvelle Cuisine Caníbal, Vol. II                                                                   | EP                  | Warner Music Spain |
| 2018 | El gran truco final                                                                                 | Álbum en directo    | Warner Music Spain |

### Sencillos
| Año  | Título                                                  | Álbum                                              | Discográfica           |
| ---- | ------------------------------------------------------- | -------------------------------------------------- | ---------------------- |
| 2003 | "Satellites"                                            | Ungravity                                          | Naïve Records          |
| 2003 | "Hi to the Next Times"                                  | Ungravity                                          | Naïve Records          |
| 2003 | "MACBA Girl"                                            | Ungravity                                          | Naïve Records          |
| 2009 | "Allí donde solíamos gritar" (remix de DJ Amable)       | John Boy                                           | Music Bus              |
| 2009 | "Divendres"                                             | Sin álbum                                          | Televisió de Catalunya |
| 2010 | "Lucha de gigantes" (con Zahara)                        | El alpinista de los sueños: Tributo a Antonio Vega | Universal Music Spain  |
| 2010 | "Incondicional"                                         | Sin álbum                                          | Music Bus              |
| 2010 | "Tinc la grip"                                          | Sin álbum                                          | Autopublicado          |
| 2013 | "Si tú me dices Ben, yo digo Affleck" (remix de EME DJ) | Sin álbum                                          | Music Bus              |
| 2013 | "Fantastic Shine"                                       | Sin álbum                                          | Music Bus              |
| 2016 | "Bajo el volcán"                                        | El poeta Halley                                    | Warner Music Spain     |
| 2016 | "Cuando no me ves"                                      | El poeta Halley                                    | Warner Music Spain     |
| 2016 | "El yin y el yen"                                       | El poeta Halley                                    | Warner Music Spain     |
| 2016 | "Psiconautas"                                           | El poeta Halley                                    | Warner Music Spain     |
| 2017 | "I.M.T. (Incapacidad Moral Transitoria)"                | El poeta Halley                                    | Warner Music Spain     |
| 2017 | "Planeador" (con Iván Ferreiro)                         | Sin álbum                                          | Warner Music Spain     |
| 2018 | "Belice" (en directo)                                   | El gran truco final                                | Warner Music Spain     |
| 2018 | "Nadie por las calles" (en directo)                     | El gran truco final                                | Warner Music Spain     |
| 2018 | "Oniria e insomnia" (en directo)                        | El gran truco final                                | Warner Music Spain     |
| 2018 | "Reina Leia" (con Iván Ferreiro)                        | Sin álbum                                          | Warner Music Spain     |
| 2018 | "El astronauta que vio a Elvis"                         | Sin álbum                                          | Warner Music Spain     |
| 2019 | "Charlize SolTherón"                                    | Sin álbum                                          | Warner Music Spain     |
| 2019 | "La fuerza del destino" (con Iván Ferreiro)             | Descanso dominical: Tributo a Mecano               | Warner Music Spain     |
| 2020 | "Cosmos (Antisistema solar)"                            | V.E.H.N. (Viaje épico hacia la nada)               | Warner Music Spain     |
| 2020 | "Viaje épico hacia la nada"                             | V.E.H.N. (Viaje épico hacia la nada)               | Warner Music Spain     |
| 2021 | "El mundo"                                              | V.E.H.N. (Viaje épico hacia la nada)               | Warner Music Spain     |
| 2021 | "El sur" (con Enrique Bunbury)                          | V.E.H.N. (Viaje épico hacia la nada)               | Warner Music Spain     |
| 2021 | "Los irrompibles"                                       | V.E.H.N. (Viaje épico hacia la nada)               | Warner Music Spain     |
| 2021 | "El mundo" (con Gaby Moreno)                            | Sin álbum                                          | Warner Music Spain     |
| 2024 | "Contradicción" (con Rigoberta Bandini)                 | Ejército de salvación                              | Warner Music Spain     |
| 2024 | "¿Qué vas a saber?" (con Amaral)                        | Ejército de salvación                              | Warner Music Spain     |
| 2024 | "La hermandad"                                          | Ejército de salvación                              | Warner Music Spain     |
| 2024 | "Tesis" (con Zahara)                                    | Ejército de salvación                              | Warner Music Spain     |
| 2024 | "Ejército de salvación"                                 | Ejército de salvación                              | Warner Music Spain     |
| 2024 | "La Champions y el Mundial" (con Leiva)                 | Ejército de salvación                              | Warner Music Spain     |

### Videoclips
| Año  | Canción                                         | Director/Realizador                                 | Ref    |
| ---- | ----------------------------------------------- | --------------------------------------------------- | ------ |
| 1999 | "Freakie Goes to Hollywood"                     | N/A                                                 | [ 37 ] |
| 2000 | "Is It Fiction?"                                | N/A                                                 | [ 38 ] |
| 2001 | "Wasted Days"                                   | Alexandre Casanovas                                 | [ 39 ] |
| 2005 | "Houston, tenemos un problema"                  | N/A                                                 | [ 40 ] |
| 2007 | "Universos infinitos"                           | Lyona                                               | [ 41 ] |
| 2007 | "La niña imantada"                              | José Luis Cañada Soler                              | [ 42 ] |
| 2007 | "Noches reversibles"                            | Lyona, Joan Parera y Anna Molins                    | [ 43 ] |
| 2007 | "Me amo"                                        | Joan Ramón Planell                                  | [ 44 ] |
| 2008 | "La parábola del tonto"                         | Eduardo Rhoppe                                      | [ 45 ] |
| 2008 | "Los colores de una sombra"                     | Videohead                                           | [ 46 ] |
| 2009 | "Allí donde solíamos gritar"                    | Lyona                                               | [ 47 ] |
| 2009 | "Club de fans de John Boy"                      | Lyona                                               | [ 48 ] |
| 2009 | "Segundo asalto"                                | Lyona                                               | [ 49 ] |
| 2009 | "Te hiero mucho (historia del amante guisante)" | Lyona                                               | [ 50 ] |
| 2009 | "1999"                                          | Lyona                                               | [ 51 ] |
| 2009 | "Cuestiones de familia"                         | Rafa de los Arcos                                   | [ 52 ] |
| 2010 | "Domingo astromántico"                          | David Casademunt y Ana Ferrer                       | [ 53 ] |
| 2010 | "Lucha de gigantes" (con Zahara)                | Lyona                                               | [ 54 ] |
| 2012 | "Oniria e insomnia"                             | Lyona                                               | [ 55 ] |
| 2012 | "Si tú me dices Ben, yo digo Affleck"           | NYSU                                                | [ 56 ] |
| 2013 | "Los días no vividos"                           | Alfonso Cortés-Cavanillas                           | [ 57 ] |
| 2013 | "Wio, antenas y pijamas"                        | Kike Maíllo                                         | [ 58 ] |
| 2013 | "Fantastic Shine"                               | Julio Medem                                         | [ 59 ] |
| 2014 | "Pizzigatos"                                    | Carlos Saldarriaga, Joan Casaramona y Rafa Castañer | [ 60 ] |
| 2016 | "Bajo el volcán"                                | NYSU                                                | [ 61 ] |
| 2016 | "Cuando no me ves"                              | NYSU                                                | [ 62 ] |
| 2017 | "Efímera"                                       | Carlos Zorrilla                                     | [ 63 ] |
| 2017 | "I.M.T. (Incapacidad Moral Transitoria)"        | Paul Stein                                          | [ 64 ] |
| 2017 | "El yin y el yen"                               | Abel Molina y Frank Landgrave                       | [ 65 ] |
| 2017 | "Planeador" (con Iván Ferreiro) (Lyric Video)   | Manu Viqueira                                       | [ 66 ] |
| 2018 | "Reina Leia" (con Iván Ferreiro)                | Xacobe González y Fran Martínez                     | [ 67 ] |
| 2018 | "El astronauta que vio a Elvis"                 | Carlos Fernández de Vigo                            | [ 68 ] |
| 2019 | "Charlize SolTherón" (Lyric Video)              | N/A                                                 | [ 69 ] |
| 2020 | "Cosmos (Antisistema solar)"                    | Kike Maíllo y Joseba Elorza                         | [ 70 ] |
| 2020 | "Cosmos (Antisistema solar)" (Lyric Video)      | Kenneth Santos                                      | [ 71 ] |
| 2020 | "Viaje épico hacia la nada" (Lyric Video)       | Kenneth Santos                                      | [ 72 ] |
| 2021 | "El mundo"                                      | Kenneth Santos                                      | [ 73 ] |
| 2021 | "El sur" (con Enrique Bunbury)                  | Julio Abad, Jesús Cázares y Oliver G. Tavizón       | [ 74 ] |
| 2021 | "Los irrompibles"                               | Marc Corominas                                      | [ 75 ] |
| 2021 | "El mundo" (con Gaby Moreno)                    | Kenneth Santos                                      | [ 76 ] |
| 2024 | "Contradicción" (con Rigoberta Bandini)         | Joseph Ros                                          | [ 77 ] |
| 2024 | "¿Qué vas a saber?" (con Amaral)                | Joseph Ros                                          | [ 78 ] |
| 2024 | "La hermandad"                                  | Kenneth Santos y Guillem Albà                       | [ 79 ] |
| 2024 | "Tesis" (con Zahara)                            | Kenneth Santos                                      | [ 80 ] |
| 2024 | "La Champions y el Mundial" (con Leiva)         | Joseph Ros                                          | [ 81 ] |